# At the Gates
At the Gates é uma banda sueca de death metal melódico de Gotemburgo, Suécia. A banda foi a principal progenitora do death metal melódico ao estilo de Gotemburgo. Originalmente formada em 1990, com o fim da Grotesque, a banda combinava a velocidade e agressividade do thrash metal com a crescente cena death metal na Suécia, criando um som único. Inicialmente ativa de 1990 a 1996, a banda voltou em 2007 para uma turnê de reunião antes de se separar novamente em 2008. Em dezembro de 2010, eles se reuniram novamente.
Eles são parte da "New Wave of Swedish Death Metal" que inclui bandas como In Flames, Dark Tranquillity, Hypocrisy e Soilwork, entre outras.

## História

### Início de carreira (1990-1994)
O At the Gates foi formado em 1990 pelos ex-membros da banda de death/black metal Grotesque. Eles gravaram um EP de estreia, Gardens of Grief, para a gravadora Dolores, e venderam cassetes, vinis e camisetas para promover a gravação. O EP levou a gravadora de metal Peaceville Records a assinar com a banda, e eles lançaram seu primeiro álbum completo, The Red in the Sky Is Ours, em 1992, um álbum com um som eclético, com arranjos neo-clássicos incluindo um solo de cordas.
Após a gravação do seu segundo álbum de estúdio, With Fear I Kiss the Burning Darkness, o membro fundador e guitarrista, Alf Svensson, deixou a banda em 1993 para seguir na arte da tatuagem, ilustração em quadrinhos e em seu projeto solo de black metal-ópera-electrônico Oxiplegatz. Ele foi rapidamente substituído pelo ex-guitarrista do House of Usher, Martin Larsson, que a banda conheceu durante suas primeiras turnês. A banda continuou fazendo turnês pela Europa e foram filmados por um Headbangers Ball especial com uma data de turnê no Reino Unido em julho de 1994.

### Sucesso e avanço (1994-1996)

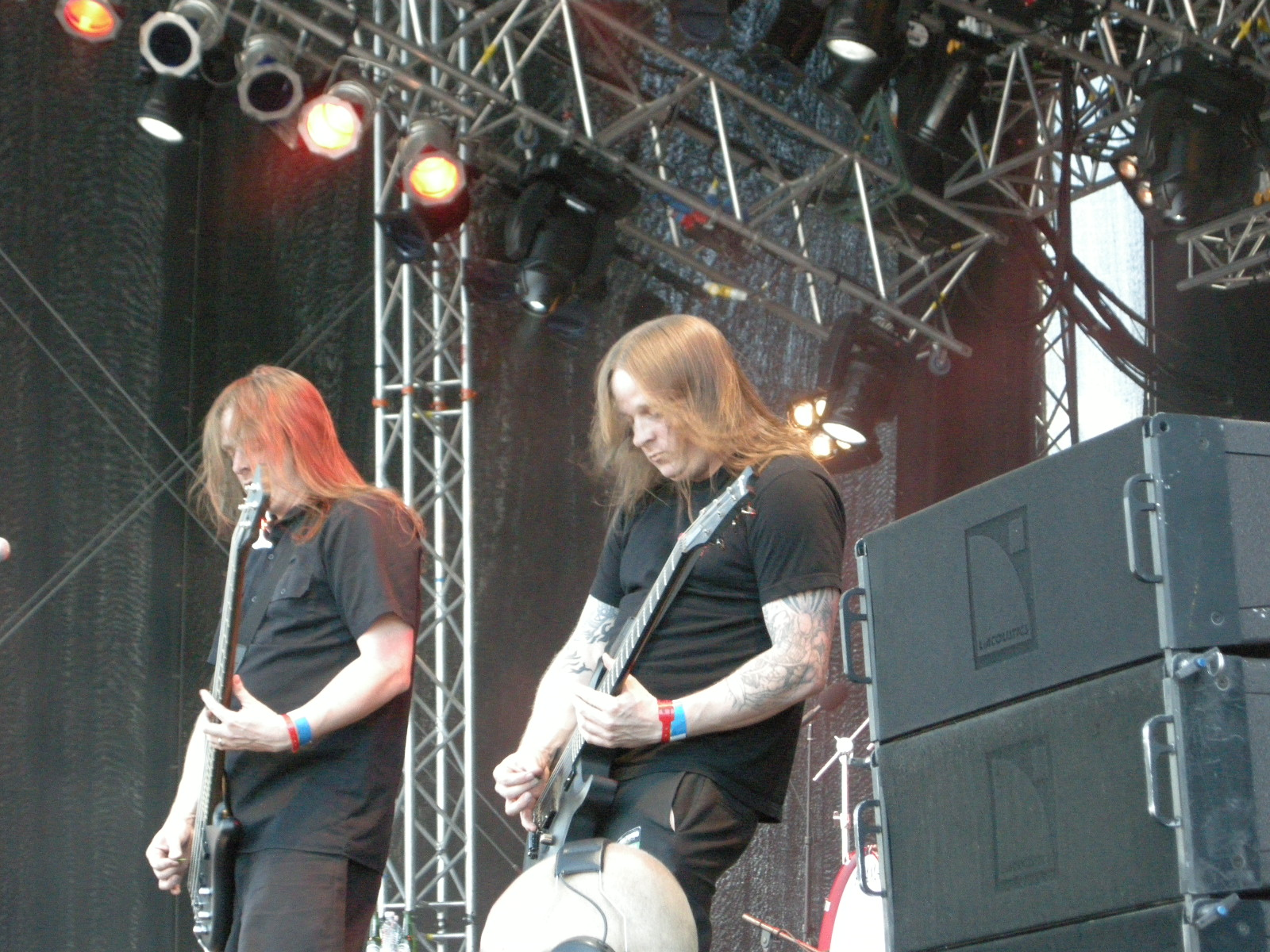
Após a saída dos irmãos Björler, os membros restantes decidiram que seria impossível continuar com a banda sem eles.

Em 1994, o At the Gates lançou seu terceiro álbum de estúdio, Terminal Spirit Disease, que foi saudado como um álbum de sucesso. Ele continha apenas seis canções novas, mas mostrou que o som da banda tinha progredido imensamente em apenas um ano, em termos de reprodução e produção.
A banda continuou fazendo turnês e em 1995 lançaram seu álbum mais bem sucedido comercialmente e criticamente, Slaughter of the Soul, pela Earache Records. Este álbum firmemente enraizou a banda como um dos líderes da cena do metal sueco e foi rotulado como um álbum de referência no som de Gotemburgo pela AMG.
A banda recebeu atenção internacional para o álbum, ganhando-lhes uma turnê nos EUA e alta rotação do videoclipe de "Blinded by Fear" na MTV nos Estados Unidos, mas apesar deste sucesso internacional, os irmãos Björler saíram em 1996. Os membros restantes decidiram que seria impossível continuar sem eles, assim que a banda se separou.

### Pós-separação (1996-2007)
Quando o At the Gates se separou em 1996, o baterista Adrian Erlandsson, o baixista Jonas Björler e o guitarrista Anders Björler formaram a banda The Haunted. Tomas Lindberg já trabalhou com diversas bandas, incluindo The Crown, Lock Up e Nightrage e está atualmente na banda The Great Deceiver e no Disfear. Adrian Erlandsson saiu do The Haunted para se juntar ao Cradle of Filth. Em 2001, a Peaceville Records lançou uma retrospectiva do At the Gates chamada Suicidal Final Art.

### Reunião (2007-2011)

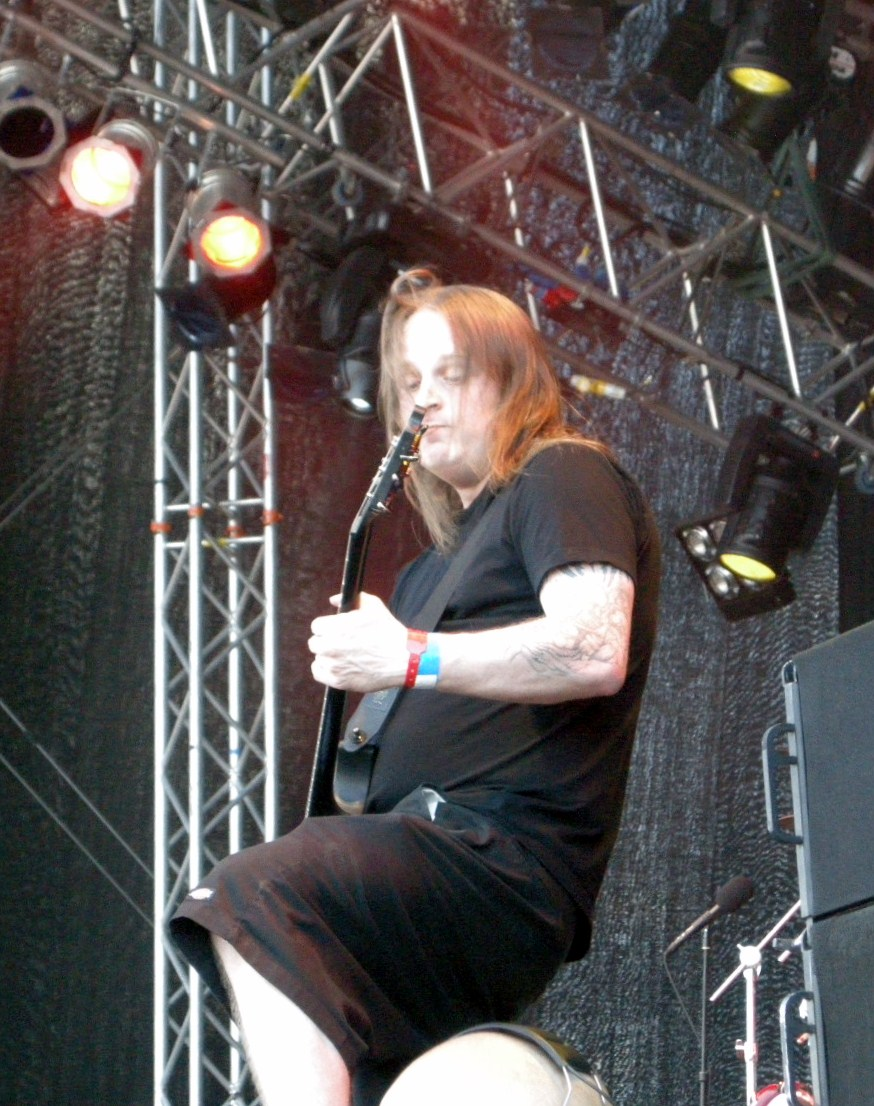
Anders Björler, um dos guitarristas da banda.

Em 18 de outubro de 2007, o At the Gates anunciou vários shows de reunião para meados de 2008, incluindo o Getafe Electric Festival, o Roskilde Festival, o Ruisrock, o Wacken Open Air,  o Graspop Metal Meeting, o Sweden Rock Festival, o Gods of Metal, o Hellfest Summer Open Air, o Castle Festival e o Bloodstock Open Air, bem como uma turnê para o Japão com o The Dillinger Escape Plan, o Into Eternity, o Pig Destroyer e o Mayhem em maio de 2008.
Anders Björler comentou na reunião:
| “ | Bem, parecia o momento certo de uma vez. Temos vindo a falar de uma possível reunião há anos, mas esta foi a primeira vez que tudo se encaixou. Para mim, pessoalmente, sente-se como a obtenção de encerramento. A separação de mais de dez anos atrás foi abrupta e deixou uma vibe ruim entre a gente que levou anos para superar. Temos um relacionamento melhor hoje e uma abordagem mais descontraída sobre quem nós somos e o que fazemos. É o momento certo para se reunir e tocar em alguns shows. Tente pegar-nos ao vivo no verão de 2008. Essa poderá ser a sua última chance. | ” |

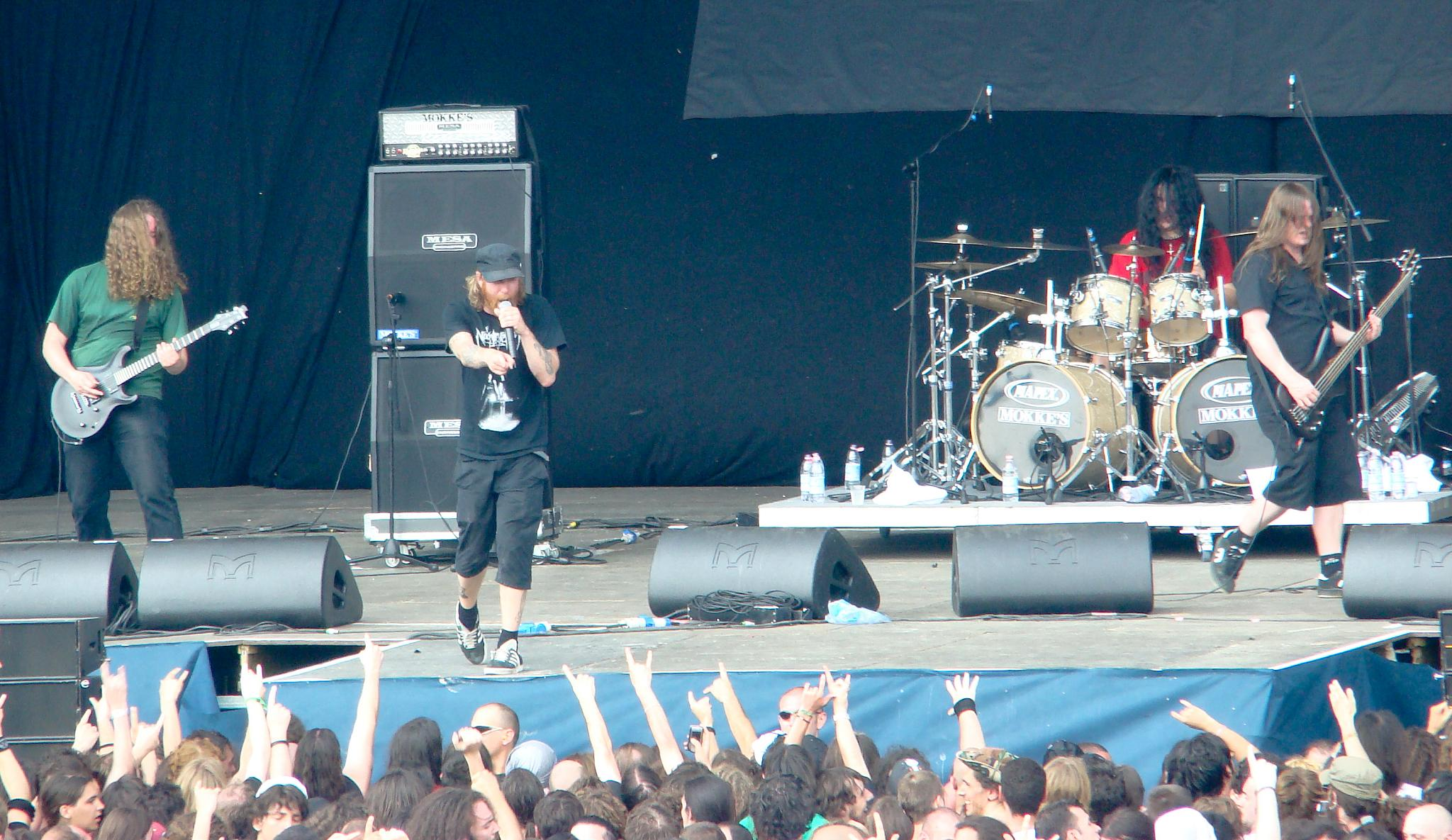
O At the Gates se apresentando ao vivo.

No website oficial da banda, Björler declarou que "seria inútil lançar algo mais do que dez anos após Slaughter of the Soul" e "só iria desapontar as pessoas."
Quando questionado em outubro de 2007 se a banda estava planejando escrever um novo álbum, Lindberg respondeu:
| “ | Nenhuma nova gravação será gravada. O legado de Slaughter of the Soul permanecerá intacto. Seria divertido escrevermos juntos, mas não sob o nome de At the Gates. | ” |

Ao longo de julho de 2008, eles fizeram turnês nos EUA e no Canadá no que foi apelidado de
"Suicidal Final Tour", e tocaram em seu último show do Reino Unido no Bloodstock Open Air no domingo, em 17 de agosto de 2008. Eles terminaram seu último show em Atenas, Grécia, com o convidado The Ocean Collective em 21 de setembro de 2008.
A performance da banda no Wacken Open Air em 2008 está disponível no The Flames of the End, que também incluí clipes de canções de outros locais e um documentário que cobre a reunião na íntegra.
Em dezembro de 2010, a banda anunciou uma segunda reunião em sua cidade natal, Gotemburgo, na Suécia, onde se apresentarão no Metaltown de 2011. Depois desse mês eles anunciaram que iriam se apresentar no Bloodstock Open Air em Derbyshire, Inglaterra.
A banda pretende lançar um novo álbum no final de 2014, Chamado At war With Reality

## Prêmios
O At the Gates foi nomeado para um Grammis para Slaughter of the Soul em 1995 juntamente com a Do Not Tailgate, do Fireside, Destroy Erase Improve, do Meshuggah  e Magnum Opus, do Yngwie Malmsteen.

## Integrantes
| - Tomas Lindberg — vocais (1990–1996, 2007–Atualmente) - Adrian Erlandsson — bateria (1990–1996, 2007–Atualmente) - Jonas Björler — baixo (1990–1992, 1993–1996, 2007–Atualmente) - Martin Larsson — guitarra (1993–1996, 2007–Atualmente) | - Anders Björler — guitarra (1990–1996, 2007–2017) - Alf Svensson — guitarra (1990–1993) - Björn Mankner − baixo (1990) - Jesper Jarold − violino (1991-1992) - Cliff Lundberg − baixo (1992) - Tony Andersson — baixo (1992) |

## Discografia
| Álbuns de estúdio - The Red in the Sky Is Ours (1992) - With Fear I Kiss the Burning Darkness (1993) - Terminal Spirit Disease (1994) - Slaughter of the Soul (1995) - At War with Reality (2014) - To Drink from the Night Itself (2018) - The Nightmare of Being (2021) Álbuns ao vivo - Purgatory Unleashed - Live at Wacken (2010) | EP - Gardens of Grief (1991) Compilações - Suicidal Final Art (2001) - Metal A Headbanger's Companion (2007) Vídeos - The Flames of the End (2001) |